# Daniel Roberts
Daniel Ellis Roberts (* 13. November 1997 in Atlanta, Georgia) ist ein US-amerikanischer Leichtathlet, der sich auf den 110-Meter-Hürdenlauf spezialisiert hat. 2023 gewann er die Bronzemedaille über diese Distanz bei den Weltmeisterschaften in Budapest und sicherte sich im Jahr darauf die Silbermedaille bei den Olympischen Spielen in Paris.

## Sportliche Laufbahn
Daniel Roberts wuchs in Hampton in Georgia auf und studierte von 2016 bis 2019 an der University of Kentucky. 2019 wurde er in 13,11 s Zweiter bei der Athletissima in Lausanne und klassierte sich damit auf Anhieb unter den besten drei bei einem Diamond-League-Meeting. Anschließend siegte er in 13,08 s beim Meeting de Paris und wurde dann bei den Weltmeisterschaften in Doha in der ersten Runde disqualifiziert. 2021 siegte er in 13,39 s bei den Drake Relays und nahm anschließend an den Olympischen Sommerspielen in Tokio teil und schied dort mit 13,33 s im Halbfinale aus. Ende August wurde er beim Meeting de Paris in 13,16 s Dritter. Im Jahr darauf wurde er bei den Weltmeisterschaften in Eugene erneut in der ersten Runde disqualifiziert. 2023 siegte er in 13,24 s beim Memoriał Ireny Szewińskiej und wurde beim Meeting de Paris in 13,14 s Dritter, ehe er in 13,01 s beim USATF NYC Grand Prix siegte. Im Juli siegte er in 13,12 s beim Gyulai István Memorial und gewann anschließend bei den Weltmeisterschaften in Budapest in 13,09 s im Finale die Bronzemedaille hinter seinem Landsmann Grant Holloway und Hansle Parchment aus Jamaika. Anschließend wurde er bei der Xiamen Diamond League in 13,03 s Zweiter und dann beim Prefontaine Classic in 13,07 s Dritter. Im Jahr darauf siegte er in 13,11 s bei der Xiamen Diamond League sowie in 13,12 s bei der Diamond League Shanghai. Beim Prefontaine Classic wurde er in 13,13 s Zweiter und im August gewann er bei den Olympischen Sommerspielen in Paris in 13,09 s im Finale die Silbermedaille hinter seinem Landsmann Grant Holloway.
In den Jahren 2019, 2022 und 2023 wurde Roberts US-amerikanischer Meister im 110-Meter-Hürdenlauf.

## Persönliche Bestzeiten
- 110 m Hürden: 12,96 s (+2,0 m/s), 28. Juni 2024 in Eugene
  - 60 m Hürden (Halle): 7,39 s, 22. Februar 2023 in Madrid